# Convención Nacional de Trabajadores
Die Convención Nacional de los Trabajadores (CNT) war eine Zentral-Gewerkschaft in Uruguay.
Ihre Anfänge datieren aus der Versammlung gleichen Namens im Mai 1964, an der die der Central de Trabajadores del Uruguay (CTU) angeschlossenen Gewerkschaften sowie die nicht-organisierten Gewerkschaften teilnahmen.
Im Oktober 1966 löste sich die CTU, unter Eingliederung ihrer Mitglieder in die CNT, im Rahmen des Congreso de Unificación Sindical auf.
Nach dem als Reaktion auf den Militärputsch vom 27. Juni 1973 erfolgten zweiwöchigen Generalstreik in Uruguay, setzte die Verfolgung der Führungsebene dieser Organisation ein. Im Zuge dessen wurde am 30. Juni 1973 das Verbot der CNT durch die zivil-militärische Diktatur (1973–1985) verhängt.
Im Jahre 1982 begann die PIT (Plenario Intersindical de Trabajadores) eine Neuformierung des Gewerkschaftszusammenschlusses einzuleiten, bis am 1. Mai 1984 schließlich die PIT-CNT (Plenario Intersindical de Trabajadores - Convención Nacional de Trabajadores) als Nachfolgeorganisation der CNT entstand.